# Tutto inutile
Tutto inutile è un singolo del cantautore italiano Fulminacci, pubblicato l'11 gennaio 2023 come primo estratto dal terzo album in studio Infinito +1.

## Descrizione
Il brano, scritto dallo stesso cantautore, è prodotto da Giorgio Pesenti, in arte Okgiorgio.

## Video musicale
Il video musicale, diretto da Bendo, duo composto da Andrea Santaterra e Lorenzo Silvestri, è stato pubblicato il 18 gennaio 2023 attraverso il canale YouTube della Maciste Dischi.

## Tracce
Testi di Filippo Uttinacci, musiche di Filippo Uttinacci e Giorgio Pesenti.
1. Tutto inutile – 2:51